# Torlyn Mountain
Torlyn Mountain är ett berg i Antarktis. Det ligger i Östantarktis. Australien gör anspråk på området. Toppen på Torlyn Mountain är 190 meter över havet.
Terrängen runt Torlyn Mountain är platt åt sydost, men åt nordväst är den kuperad. Havet är nära Torlyn Mountain norrut. Trakten är obefolkad. Det finns inga samhällen i närheten.